# ハングアナ属
ハングアナ属（ハングアナぞく、学名：Hanguana Blume）はツユクサ目ハングアナ科の唯一の属である。
ハングアナ科は現行のAPG IIIではツユクサ目に入れられているが、APG Iではツユクサ類の目不明として扱われた。ハングアナ属に属する約11種は多年草で、スリランカ、東南アジア、ニューギニア、ミクロネシア、北オーストラリアの熱帯域に分布している。